# Santiago Camotlán
Santiago Camotlán là một đô thị thuộc bang Oaxaca, México. Năm 2005, dân số của đô thị này là 3089 người.